# SESSION with EARTH
SESSION with EARTH(セッションウィズアース)は、兵庫県西宮市に本部を置く南米マホガニー植林支援を行う特定非営利活動法人である。イメージカラーはフォレストグリーン。略称はSwE。

## 事業内容
継続的な木製楽器文化を守る事を目的に音楽・楽器愛好家への地球環境保全意識向上につながる事業。

## 主な沿革
- 2010年11月-法人設立
- 2011年12月-エコプロダクツ2011にアマゾン現地植林団体WRSと共同出展
- 2012年12月-エコプロダクツ2012にアマゾン現地植林団体WRSと共同出展

## 組織
- 所轄庁-内閣府
- 本部-兵庫県西宮市
- 代表-都谷享